# Setut
Setut hoặc Senen... là một pharaon thuộc Vương triều thứ Chín của Ai Cập cổ đại (khoảng từ 2160 tới 2130 TCN, trong Thời kỳ Chuyển tiếp thứ nhất).
Không có bằng chứng khảo cổ học cùng thời nào được tìm thấy mà chứng thực cho sự tồn tại của vị vua này. Ông chỉ được biết đến thông qua bản Danh sách vua Turin mà tại đó tên gọi chưa đầy đủ của ông Senen[...] xuất hiện ở vị trí 4.22. Ông hẳn đã trị vì từ Herakleopolis tiếp sau Nebkaure Khety hoặc Wahkare Khety, và là một trong số những vị vua vô danh vào giai đoạn cuối của vương triều thứ 9. Ông được kế vị bởi một vị vua vô danh của cùng vương triều.